# E ușor să ucizi
E ușor să ucizi este un roman polițist scris de scriitoarea britanică Agatha Christie în anul 1939.